# Campeonato Mundial de Ajedrez 1995 (Clásico)
El Campeonato Mundial de Ajedrez 1995 (Clásico) fue un encuentro entre el retador Viswanathan Anand y el campeón defensor Gari Kaspárov de Rusia. El match fue jugado en el piso 107 de la Torre Sur del World Trade Center, Nueva York, Estados Unidos. El primer juego empezó el 10 de septiembre de 1995. El último juego empezó el 16 de octubre del mismo año. Kaspárov ganó el match 10½-7½, manteniendo su condición de campeón.

## Match
El match fue jugado como mejor de 20 juegos, las victorias contando 1 punto, los empates ½ punto, y las derrotas 0, y acabaría cuando un jugador llegue a 10½ puntos o gane 6 partidas. Si el match acabara en un empate 10 a 10, el campeón defensor (Kaspárov) retendría el título.
| Jugador           | 1 | 2 | 3 | 4 | 5 | 6 | 7 | 8 | 9 | 10 | 11 | 12 | 13 | 14 | 15 | 16 | 17 | 18 | Total |
| ----------------- | - | - | - | - | - | - | - | - | - | -- | -- | -- | -- | -- | -- | -- | -- | -- | ----- |
| Gari Kaspárov     | ½ | ½ | ½ | ½ | ½ | ½ | ½ | ½ | 0 | 1  | 1  | ½  | 1  | 1  | ½  | ½  | ½  | ½  | 10½   |
| Viswanathan Anand | ½ | ½ | ½ | ½ | ½ | ½ | ½ | ½ | 1 | 0  | 0  | ½  | 0  | 0  | ½  | ½  | ½  | ½  | 7½    |